# Vauquelin de Ferrières
Vauquelin de Ferrières también Wakelin de Ferrers y Gaucheline (Latín: Walchelino de Ferrariis, m. 1040) fue un noble normando, señor de Ferrières-Saint-Hilaire. Se cita brevemente en los anales de la época por el visceral odio que mutuamente compartían con Hugues de Montfort, que acabó en un combate donde ambos perecieron. El cronista Wace en su Roman de Brut, escribió:
Una gran disputa estalló entre Vauquelin de Ferrières y Hugues, señor de Montfort; no sé quién tenía razón y quién no, pero libraron una feroz guerra entre sí y no pudieron reconciliarse; ni por medio de obispos ni señores se pudo establecer la paz o el amor entre ellos. Ambos eran buenos caballeros, audaces y valientes. Una vez se encontraron, y la rabia de cada uno contra el otro era tan grande que lucharon hasta la muerte. No sé quién se comportó con más valentía, o quién cayó primero, pero el resultado de la pelea fue que Hugo fue matado y Walkelin también cayó; ambos perdieron la vida en la misma pelea y el mismo día.

## Herencia
Se desconoce el nombre de su esposa, pero las crónicas de Normandía (Roman de Rou) citan a dos hijos:
- Enrique de Ferrières (c. 1036-1088); fue el primer referente de la familia de Ferrers en Inglaterra.[4]
- Gillermo de Ferrières (m. 1066), muerto en combate en la batalla de Hastings.[4]